# 50PlusBeurs
De 50PlusBeurs is een jaarlijks terugkerend evenement dat in 1993 voor de eerste maal werd gehouden. De  doelgroep is - zoals de naam al doet vermoeden - personen van 50 jaar en ouder. 
De beurs wordt in Nederland een aantal dagen in september gehouden in de jaarbeurshallen te Utrecht. Waar de eerste editie ongeveer negenduizend bezoekers trok, lag dit aantal in 2017 op zo'n honderdduizend.

## 2006
Het hoofdthema van 2006 was: Het leven is verleidelijk.
Andere min of meer steeds terugkerende thema’s zijn: vakantie, vrije tijd, wonen, body & soul, maatschappij, welzijn & zorg, creatief en lekker weg.
Daarnaast wordt er onder meer ook aandacht besteed aan politiek, veilig wonen in eigen huis en fitness. Om ideeën op te doen de vrije tijd op latere leeftijd leuk in te vullen, worden er ook workshops gehouden in beeldhouwen, glasbewerking, keramiek en schilderen. Verder waren er optredens van artiesten met zang, dans en magie.

## 2007
In 2007 beleefde de beurs zijn 15e editie.

## 2008
In week 38 (17-21 september) werd de 16e editie van deze beurs gehouden.

## 2009
Het thema van de 17e editie, die gehouden werd van 16 t/m 20 september was: 'Maak de toekomst mee'.

## 2010
De 18e editie werd gehouden van 15 t/m 19 september. Het thema van deze editie was: 'Tijd om te genieten!'. 

## België
Ook in België wordt een 50PlusBeurs gehouden en wel in Antwerpen.